# Selebo härad

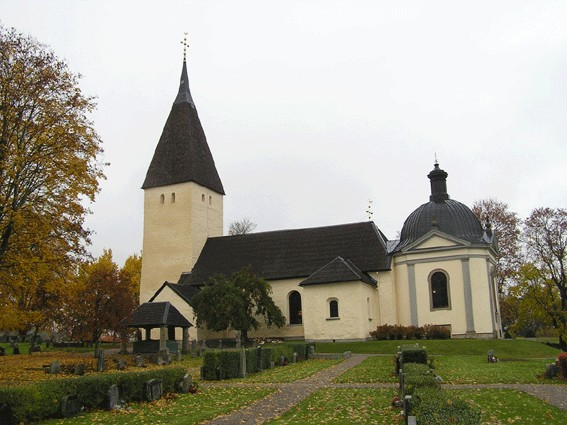
Ytterselö kyrka

Selebo härad var ett härad i norra Södermanland. Häradet omfattade den östra delen av nuvarande Strängnäs kommun i Södermanlands län, samt de norra delarna av nuvarande Nykvarns och Södertälje kommuner vilka sedan 1967 är delar av Stockholms län. Den totala arealen mätte 375 km², vilket år 1932 fördelade sig på bland annat knappt 115 km² åker och knappt 194 km² skog. Befolkningen uppgick samma år till 6 826 invånare. Tingsställe var till 1720 Toresund, därefter till 1800 Mariefred för att därefter flytta till Sundby gästgiveri och 1863 till Strängnäs. Mariefreds stad hade egen jurisdiktion, rådhusrätt till 1947.

## Geografi
Selebo härads område omfattar bland annat Södermanlands läns nordöstligaste halvöar och öar i Mälaren. Området består av trakterna kring Gripsholmsviken i sydöst samt av öriket i nordväst med bl.a. Selaön, Aspö, Ridön samt delar av Tosterön. Landskapet består av ett småkuperat slättlandskap uppdelat av skogbevuxna bergshöjder, vikar och sund längs gnejsberggrundens spricklinjer och förkastningar. Området genomkorsas av Enköpingsåsen. I väster gränsar häradsområdet mot Åkers härad, i sydväst mot Daga härad samt i sydost mot Öknebo härad. Längst i öster ligger Färentuna härad i Stockholms län. I nordost ligger Trögds härad och i norr Åsunda härad, båda i Uppsala län.
Selebo härad omgärdade helt Mariefreds stad. Största tätort är numera Stallarholmen belägen 16 km öster om Strängnäs. 

### Socknar
Selebo härad omfattade åtta socknar. 
I Strängnäs kommun
- Aspö
- Kärnbo
- Toresund
- Ytterselö
- Överselö

I Södertälje kommun
- Ytterenhörna
- Överenhörna

I Nykvarns kommun
- Taxinge

## Historia
Omkring år 1350 infördes den nuvarande häradsindelningen i landskapet Södermanland och ersatte därmed de tidigare hundare som vilade på förhistoriska anor. Selebo härad skrevs år 1348 Silbohundare, vilket består av genitivformen av ett ord för inbyggare i området - silbo(a)r - vilket har bildats till Selaöns gamla namn Sila med betydelsen den lugna viken. Den äldsta tingsplatsen som är känd för häradet var vid Kolsundets norra strand i nuvarande Stallarholmen. En runsten omnämner en plats som år 1365 omskrivits som Colhögha eller Kolhögen och som anses ha legat på denna plats, där landsvägarna från de olika delarna av häradet strålar samman. Under 1300- och 1400-talen används Överselö kyrka parallellt med Kolhögen, för att vid slutet av 1500-talet flyttas till sockenstugan i Toresund. År 1720 flyttades tingsplatsen till rådstugan i Mariefred där den förblev t.o.m. år 1800 då ett nytt tingshus färdigställts vid gästgivaregården i Sundby i Toresunds socken. År 1863 flyttades tinget åter igen för att denna gång flytta samman med Åkers härad i dess tingshus i Strängnäs. År 1883 köpte Selebo härad halva tingshuset av Åkers härad och år 1905 uppfördes ett gemensamt nytt tingshus för de båda häradena. Selebo härads sigill innehöll tre gyllene ax mot en blå bakgrund.
Under medeltiden fanns i Selebo härad tre s.k. husbyar, d.v.s. kungsgårdar tillhörande Uppsala öd. Dessa var belägna vid tingsplatsen i Ytterselö socken, vid kyrkbyn på Aspö, samt vid senare säteriet Ekensberg i Överenhörna socken. I närheten av dessa återfinns även ortnamnen Tuna som vanligtvis betecknar marknadsplatser i de gamla häradena. Anledningen till denna tredelning är att den sistnämnda ursprungligen var en del av Öknebo härad och att Aspö socken var en del av ett ursprungligt Fogdö härad. Sedermera tillkom även en kungsgård i Räfsnäs i Toresunds socken varifrån häradet från 1600-talets mitt och framåt administrerades. Tidigare hade häradet styrts av fogden på Gripsholms slott, det gamla vasaslottet med anor från 1370-talet. Inom Selebo häradsområde finns även många andra herresäten, liksom Tynnelsö slott som i nuvarande skick härstammar från 1500-talet. 
Traditionella näringar inom området har givetvis varit jordbruk, men här har även funnit tidig industri i form av tegeltillverkning bl.a. på Enhörnalandet och Aspö. Den viktiga landsvägen över Mälaren, på vilken den ursprungliga Eriksgatan sträckte sig under tidig medeltid gick från Enköping till Strängnäs rakt över Aspö och Tosterön med bro- och färjeförbindelser över de många sunden. Vägen finns kvar i form av nuvarande Riksväg 55.

## Län, fögderier, domsagor, tingslag och tingsrätter
Häradet har sedan 1634 hört till Södermanlands län, före dess Gripsholms län. År 1967 fördes Ytterenhörna och Överenhörna socknar över till Stockholms län, och år 1971 skedde detsamma med Taxinge socken.
Häradets socknar hörde till följande fögderier:
- 1720-1804 Södermanlands läns Femte fögderi
- 1805-1885 Södermanlands läns Fjärde fögderi
- 1886-1966 Gripsholms fögderi
- 1967-1990 Strängnäs fögderi ej för Ytterenhörna och Överenhörna socknar och bara till 1971 för Taxinge socken
- 1967-1990 Södertälje fögderi för Ytterenhörna och Överenhörna socknar och från 1971 för Taxinge socken.

Häradets socknar tillhörde följande domsagor, tingslag och tingsrätter:
- 1680-1880 Selebo tingslag i
  - 1680-1718 Gripsholms, Rävsnäs och Eskilstuna läns domsaga (Åkers, Selebo, Daga samt fram till 1714 Öster- och Västerrekarne härader)
  - 1719-1878 Åkers, Selebo, Daga samt Öster- och Västerrekarne häraders domsaga, från 1861 benämnt Livgedingets domsaga
  - 1879-1880 Livgedingets domsaga (Åkers, Selebo samt Öster- och Västerrekarne härader) med
- 1881-1947 Åkers och Selebo tingslag i Livgedingets domsaga
- 1948-1970 Livgedingets domsagas tingslag i Livgedingets domsaga

- 1971- Eskilstuna tingsrätt och dess domsaga

Ytterenhörna och Överenhörna socknar överfördes 1967 till Södertälje rådhusrätt och från 1971 Södertälje tingsrätt och dess domsaga, dit även Taxinge socken kom att tillhöra

### Webbkällor
- Nationella arkivdatabasen för uppgifter om fögderier, domsagor, tingslag och tingsrätter